# Garbe (Heraldik)

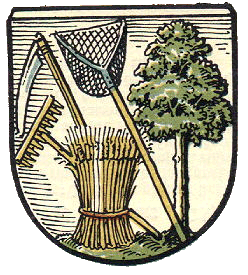
Garbe im Wappen von Berlin-Heiligensee

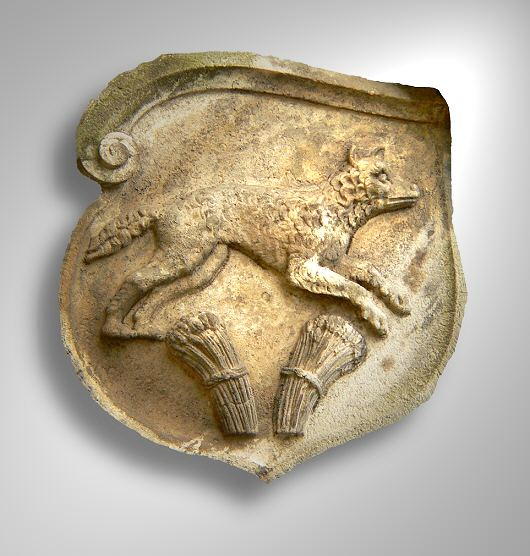
Springender Wolf über Garben als Wappen derer von Bartensleben an Schloss Wolfsburg

Die Garbe ist in der Heraldik als gemeine Figur ein häufig verwendetes Wappenbild.

## Beschreibung
Gezeigt wird eine Garbe, ein Bündel von geschnittenen und gebundenen Getreidehalmen, die vorwiegend in Gold, also gelb, dargestellt werden. Das Ährenbündel kann, wie beispielsweise in Ahrensfelde, mit einer dekorativen Schleife zusammengehalten werden. In vielen Wappen, besonders in der Städteheraldik, wird die Garbe verwendet.
Die Garbe ist auch im Oberwappen als Helmzier gebräuchlich. Als Symbol kann auch im Wappen nur ein Ährenhalm oder mehrere Halme, meistens drei, verwendet werden. Zur Bestreuung im Schild werden aber nur die Ähren verwendet. Diese werden feldfüllend angeordnet. Hinter der Garbe sind auch landwirtschaftliche Geräte wie Rechen, Dreschflegel oder Sensen gestellt.

## Schweden

Wasa-Garbe

Die als Wasagarbe bezeichnete Figur aus dem schwedischen Königshaus Wasa hat bereits seit 1654 ihren Platz im Wappenschild. Dort ist sie gebunden und gehenkelt in Gold. Im Schwedischen bedeutet das Wort 'vase' Garbe und wird so zum redenden Wappen. Nachzuweisen ist die Figur auch im finnischen Wappen der Stadt Vaasa, die als Stadtgründung (1606) dem schwedischen König Karl IX. zugeschrieben wird. Selbst im Wasaorden ist sie auf dem ovalen Mittelschild der Auszeichnung dargestellt. Die polnischen Könige Sigismund III. Wasa, Władysław IV. Wasa und Johann II. Kasimir waren Wasakönige und führten die Garbe im Wappen.

## Wappenbeispiele

Binzen (Kr. Lörrach)
Birlenbach
Böhlen (Sachsen)
Buchenau
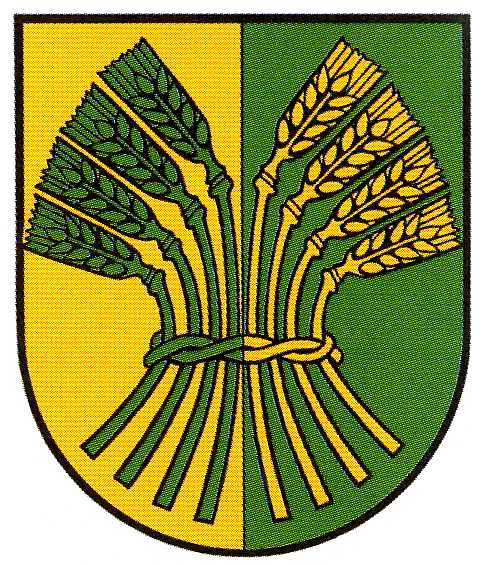
Danndorf
Frohnhausen
Garbenheim (Redendes Wappen)
Gy GE
Hombrechtikon
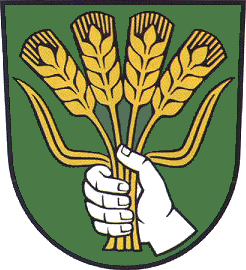
Körner (Redendes Wappen)
Kornwestheim
Lottstetten
Möhlin
Oberirsen
Ofterdingen
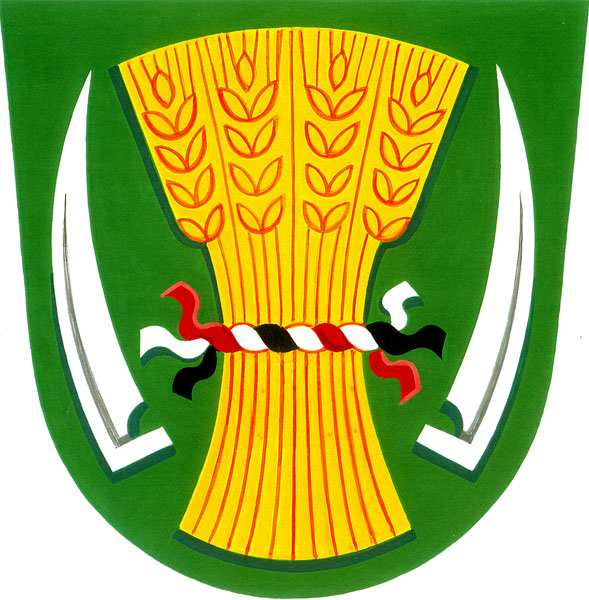
Pacetluky
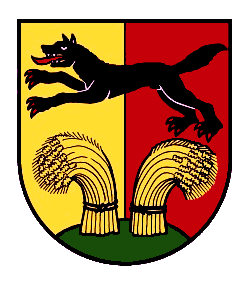
Peine
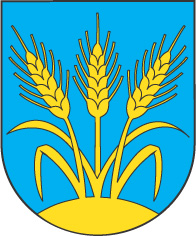
Ramsen SH
Rockenhausen
Saskatchewan
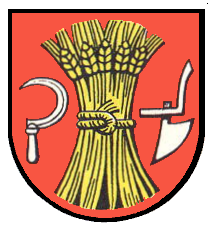
Schnittlingen (redend)
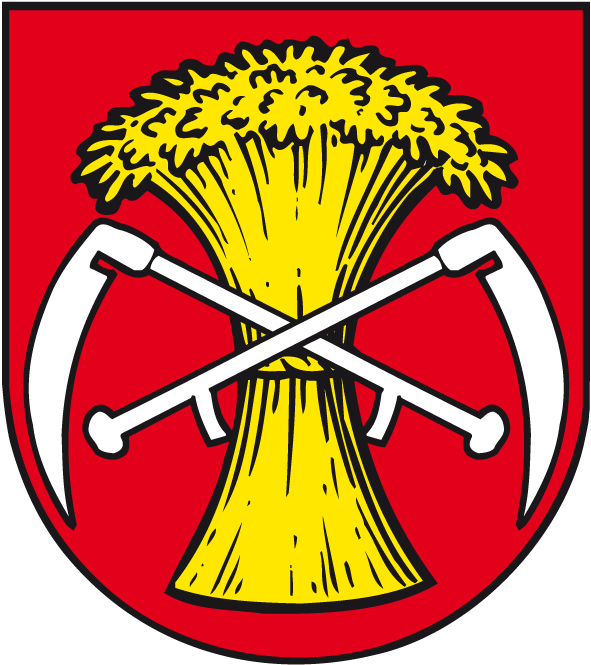
Wie in Senst mit Sense
Sierksdorf
Vlagtwedde